# ارجومند بهزاد لاو
ارجومند بهزاد لاو (انگلیسی: Ercüment Behzat Lav؛ ۱۵ نوامبر ۱۹۰۳ – ۱۷ نوامبر ۱۹۸۴) بازیگر اهل ترکیه بود.